# Шаповаленко, Павлина Михайловна
Павлина Михайловна Шаповаленко (11 сентября 1949 — 27 апреля 2020) — оператор машинного доения СПК «Агрофирма „Первое мая“», Сумская область, Герой Украины (2001).

## Биография
Родилась 11 сентября 1949 года в с. Большие Вельмы Сумского района Сумской области.
Почти 35 лет проработала оператором машинного доения сельскохозяйственного производственного кооператива «Агрофирма „Первое мая“».
Первая доярка-шеститысячница, организатор и почётный президент клуба шеститысячниц (по надою молока от одной коровы в год).
Торжественно отмечалось[где?] 55-летие со дня рождения Шаповаленко.

## Награды и премии
- Герой Украины (13.11.2001, за многолетний самоотверженный труд в сельском хозяйстве, достижения высоких в регионе показателей с надоев молока).
- Награждена советскими орденами Ленина (1976) и Трудового Красного Знамени (1973).